# The Homecoming (cuento de Ray Bradbury)
The Homecoming es un relato fantástico del escritor estadounidense Ray Bradbury. Fue publicado originalmente en la revista Mademoiselle en octubre de 1946. Ha sido incluido en las antologías de Bradbury Dark Carnival (1947), El país de octubre (1955) y The Stories of Ray Bradbury, y publicado numerosas ocasiones tanto en otros libros como en revistas.
El cuento fue seleccionado para el 
Premio O. Henry de 1947.
El cuento pertenece a la serie de la familia Elliott, junto con The Traveller (1946), Uncle Einar (1947) y La bruja de abril (1952) entre otros que conforman la trama del libro From the Dust Returned (2001).
Tras ser rechazada por Weird Tales, Bradbury envió la historia a la revista Mademoiselle, pero pasó desapercibida hasta que en ella se fijó Truman Capote, que trabajaba allí. Enseguida enviaron un telegrama a Bradbury aceptando su publicación.

Texto del telegrama:
WOULD LIKE TO BUY FIRST NORTH AMERICAN SERIAL RIGHTS TO THE HOMECOMING FOR $400. HOPE YOU WILL ACCEPT OUR APOLOGIES FOR OUR DELINQUENCY IN LETTING YOU HEAR FROM US. LETTER FOLLOWS. GEORGE DAVIS MADEMOISELLE.

Mademoiselle no solo publicó la historia, sino que el número de octubre de 1946 giró en torno a la historia de Bradbury con temática de Halloween. El artista Charles Addams fue contratado para pintar la ilustración que acompañaba la historia.
Ray Bradbury escribió en su introducción a Tales of the Time Travelers: Adventures of Forrest J. Ackerman and Julius Schwartz editado por John L. Coker III (2009):

“Fui a Nueva York, esta vez en tren. Llegué a la ciudad de Nueva York y conocí a los editores de Mademoiselle Magazine. Vi la maravillosa ilustración de Charles Addams para Homecoming, que era una página doble. Me encantó tanto que se la compré. Costaba trescientos dólares. No los tenía, así que la compré a plazos. Le di a Charles Addams veinte dólares al mes y compré esa pintura. Entonces, cuando mi novela From the Dust Returned salió hace unos años, tenía esa portada que compré hace cincuenta años y conservé todo ese tiempo y finalmente se la di a mi editor y la ves en mi libro. Charles Addams y yo planeamos hacer un libro juntos. Pero a nadie le gustó la idea, así que nos separamos. Él siguió su camino con su familia (la familia Addams) y yo seguí el mío con mi familia (la familia Elliott), y tuvimos dos carreras separadas”.

En 2006, The Homecoming se publicó como un cuento independiente con ilustraciones de Dave McKean.

## Argumento
Timothy es un chico de catorce años de la familia Elliott, compuesta de vampiros y brujas, pero él es diferente: es un chico normal. Para la noche de Halloween se espera en casa la llegada de familiares desde todas partes, pero Timothy no está contento pues el ser diferente a su familia le llena de pesar.